# Fraccionamiento Arboleda
Fraccionamiento Arboleda är en ort i Mexiko.   Den ligger i kommunen Emiliano Zapata och delstaten Morelos, i den sydöstra delen av landet, 60 km söder om huvudstaden Mexico City. Fraccionamiento Arboleda ligger 1 267 meter över havet och antalet invånare är 189.
Terrängen runt Fraccionamiento Arboleda är huvudsakligen kuperad, men söderut är den platt. Runt Fraccionamiento Arboleda är det tätbefolkat, med 591 invånare per kvadratkilometer. Närmaste större samhälle är Cuernavaca, 9,2 km norr om Fraccionamiento Arboleda. I omgivningarna runt Fraccionamiento Arboleda växer huvudsakligen savannskog.